# Vingt-quatre heures de la vie d'une femme
Pour les articles homonymes, voir Vingt-quatre heures de la vie d'une femme (homonymie).
Vingt-quatre heures de la vie d'une femme (Vierundzwanzig Stunden aus dem Leben einer Frau) est le titre d'une nouvelle de l'écrivain autrichien Stefan Zweig, publiée pour la première fois en 1927 dans le recueil La Confusion des sentiments (Verwirrung der Gefühle) avec cette nouvelle éponyme et Destruction d’un cœur (Untergang eines Herzens). L'idée du récit d'une femme en une journée a été inspirée à l'auteur par le roman épistolaire de la princesse de Salm, Vingt-quatre heures d'une femme sensible, publié en 1824.

## Résumé
Au début du siècle, une petite pension de Monte-Carlo. Grand émoi chez les clients de l'établissement : Mme Henriette, l'épouse de l'un des pensionnaires, est partie avec un jeune homme qui pourtant n'avait passé là qu'une journée. Seul le narrateur prend la défense de cette personne jugée sans moralité. Il ne trouve comme alliée qu'une vieille dame anglaise sèche et distinguée, Mrs. C. Elle lui raconte, au cours d'une longue conversation qui constitue le cœur du récit, un épisode de sa jeunesse dont les feux mal éteints ont été ranimés par cette aventure.

## Éditions françaises

### Éditions imprimées
- Traduction d'Olivier Bournac et Alzir Hella, Paris/Neuchâtel, V. Attinger, 1927
- Traduction d'Olivier Bournac et Alzir Hella, édition (fr + de) Bilingue : Paris, LGF - Livre de Poche ; Collection : Bilingue ; avec la contribution de Brigitte Vergne-Cain, Préface de Gérard Rudent, 1er octobre 1993 ; 223 pages  (ISBN 2253064262)
- Traduction de Brigitte Vergne-Cain et Gérard Rudent, Paris, Stock ; tr. révisée (1980) ; collection : La cosmopolite ; 30 novembre 2002 ; 139 pages  (ISBN 2234052351)
- Traduction d'Olivier Bournac et  Alzir Hella ; Le Livre de Poche, tr. révisée (1980) par Brigitte Vergne-Cain ; 1er mars 2003 ; 128 pages  (ISBN 2253060224)
- Traduction d'Anaïs Ngo, Les éditions de l'Ebook malin :, édition enrichie ; Collection : La Caverne des introuvables ; 11 juin 2013  (ISBN 9782367882253)
- Traduction d'Aline Weill, préface de Yannick Ripa, Payot, Petite Bibliothèque Payot, 2013  (ISBN 9782228908351)
- Traduction supervisée par Pierre Deshusses, dans La Confusion des sentiments et autres récits, Paris, Éditions Robert Laffont, coll. Bouquins, 2013  (ISBN 978-2-221-11662-3)
- Traduction d'Olivier Le Lay, dans Romans, nouvelles et récits, Paris, Éditions Gallimard, Bibliothèque de la Pléiade no 587, 2013  (ISBN 2-253-14057-0)

### Livres-audio
- Vingt-quatre Heures de la vie d'une femme, lu par Isabelle Carré, Paris, Éditions Thélème, Paris, 20 septembre 2004  (ISBN 2878622944)

## Adaptations

### Au cinéma
- 1931 : 24 Stunden aus dem Leben einer Frau, film allemand réalisé par Robert Land
- 1968 : Vingt-quatre Heures de la vie d'une femme, film français réalisé par Dominique Delouche, avec Danielle Darrieux, Robert Hoffmann et Romina Power
- 2002 : Vingt-quatre Heures de la vie d'une femme, film français réalisé par Laurent Bouhnik, avec Agnès Jaoui, Michel Serrault et Bérénice Bejo

### Au théâtre
- 1990 : Vingt-quatre Heures de la vie d'une femme, adaptation et mise en scène de Marion Bierry, avec Philippe Noël et Catherine Rich, Théâtre de Poche-Montparnasse, Paris
- 2012 : Vingt-quatre Heures de la vie d'une femme, adaptation et mise en scène Diden Berramdane, avec Marie Guyonnet, Théâtre Sainte-Marie-d'en-Bas, Grenoble
- 2015 : 24 Heures de la vie d'une femme, adaptation Éric-Emmanuel Schmitt, mise en scène Steve Suissa, Théâtre Rive Gauche, avec Clémentine Célarié.

### En théâtre musical
- 2015 : 24 Heures de la vie d'une femme, adaptation musicale, livret et paroles de Christine Khandjian et Stéphane Ly-Cuong, musique de Sergeï Dreznin, mise en scène Franck Berthier, avec Isabelle Georges, Frederik Steenbrink et Olivier Ruidavet[1]

### À la radio
- 2021 : Vingt-quatre heures de la vie d'une femme, fiction réalisée par Blandine Masson, avec Danièle Lebrun, Pierre Clémenti, Mathias Maréchal[2]

### Bandes dessinées
- 2018 : Vingt-quatre Heures de la vie d'une femme, scénario et dessin de Nicolas Otéro, Glénat.